# Bernhard Weiß (Musiker)

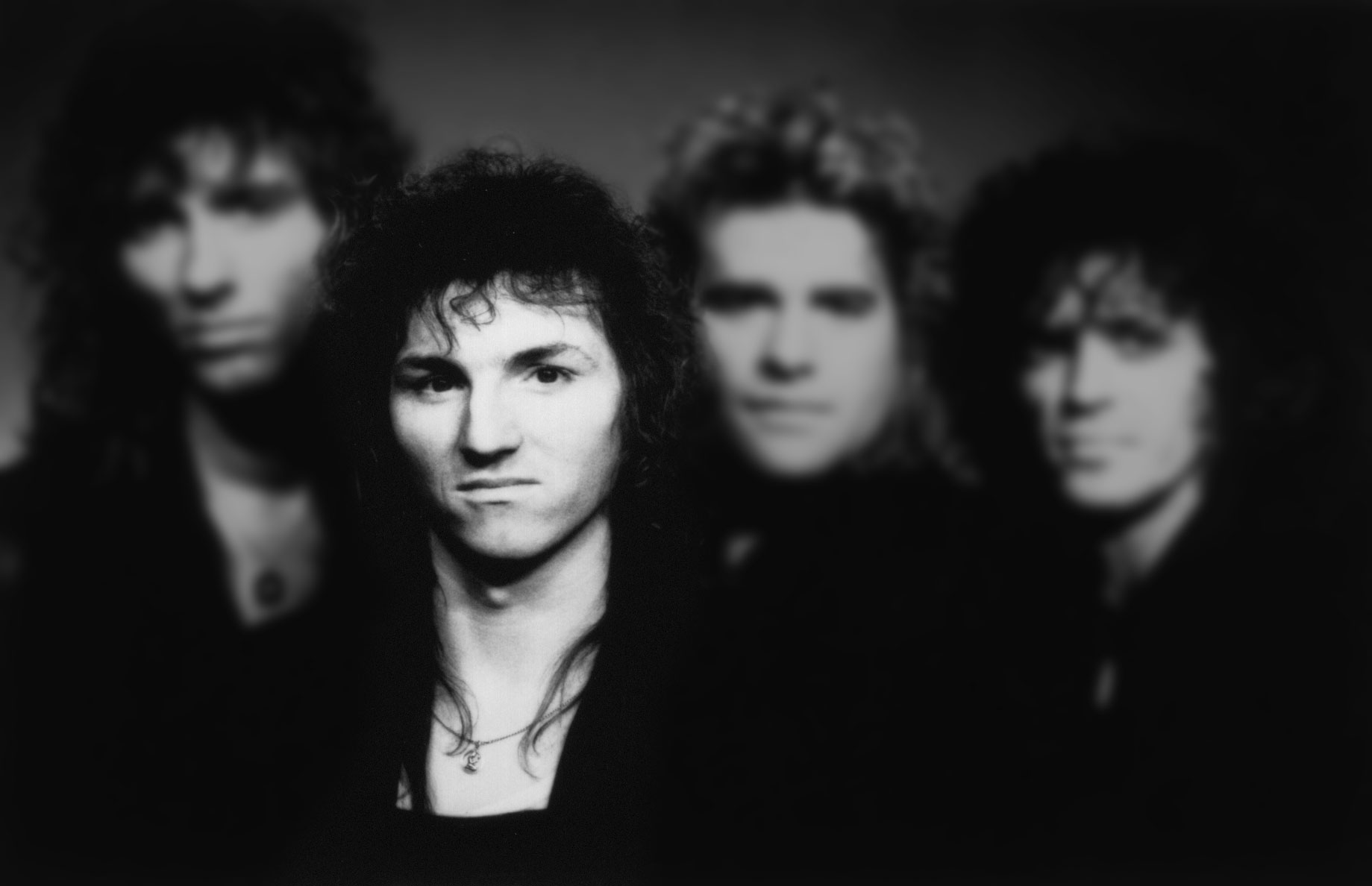
Bernhard Weiß 1989

Bernhard Weiß (* 1. September 1964 in Dortmund) ist bekannt geworden als Rockmusiker und Sänger der Heavy-Metal-/Hardrockband Axxis.

## Leben
Bernhard Weiß wuchs in Lünen auf. Nach dem Abschluss der Realschule absolvierte er eine Ausbildung zum Former auf der damaligen Eisenhütte Westfalia. Nach bestandener Gesellenprüfung und dem im Anschluss daran folgenden Fachabitur studierte er drei Semester Gießereitechnik an der Universität Duisburg. 1989 brach er sein Studium ab, da ein weltweiter Plattenvertrag zwischen der EMI Electrola und seiner Band Axxis geschlossen wurde.
Parallel zur Schullaufbahn bildete er sich musikalisch fort und spielte in lokalen Bands. Nach anfänglich klassischer Gitarrenausbildung wurde sein Interesse an der E-Gitarre geweckt. Er gründete kurz darauf die Rockband Shift In, die mit ihm als Sänger lokal Erfolge feiern konnte. Gleichzeitig nahm er Gesangsunterricht.
Danach stieg er bei der etablierten Lünener Band Anvil als Sänger ein. Der Bandname musste mit Rücksicht auf die bereits bestehende kanadische Heavy-Metal-Formation Anvil geändert werden. Von nun an hieß die Band Axxis – die Achse, um die sich alles in Zukunft drehen sollte. Die Band nahm an Nachwuchsfestivals wie Pop am Rhein in der Düsseldorfer Philipshalle oder dem Metal Hammer Nachwuchs Festival in der Rockfabrik Ludwigsburg teil. Der Kontakt zu den Hermes Studios in Kamen ermöglichte es Axxis, ihre Lieder aufzunehmen. Da Keyboards in der Band noch verpönt waren, nahm Bernhard ein keyboardlastiges Lied namens Tears of the Trees mit einem Freund auf. Dieses Lied wurde in den Hermes Studios produziert und fand seinen Weg zur EMI Electrola in Köln, die der Band sofort einen Schallplattenvertrag anbot.
Bernhard brach sein Studium ab und produzierte 1989 mit seinen Bandkollegen Walter Pietsch und Rolf Hanekamp das Axxis-Debütalbum Kingdom of the Night, welches das bis dahin bestverkaufte Hardrockdebütalbum in Deutschland werden sollte. Danach spielte er mit Axxis eine erfolgreiche Europatour mit Black Sabbath und auf vielen Festivals, unter anderem Wacken Open Air, Rock am Ring, Rock im Park, Sweden Rock Festival, Metalway und Rockmachina Festival in Spanien, Masters of Rock in Tschechien. Sie absolvierten Konzerte und Tourneen mit Krokus, Kamelot, Gorky Park, Accept, Motörhead, Pink Cream 69 u. v. m. und arbeitete mit Musikproduzenten wie Rolf Hanekamp, Keith Olsen (Whitesnake), Michael Wagener (Accept, Dokken usw.), Joey Balin (Warlock, Brings) usw. zusammen.
1996 gründete Weiß das Soundworxx Tonstudio in Bergkamen. Ab 2000 wurden alle Axxis-Alben im eigenen Studio aufgenommen und produziert. Im selben Jahr gründete er mit seinen Bandkollegen den Musikverlag Phonotraxx Publishing und Jahre danach das Label Phonotraxx, auf dem mit der ersten Veröffentlichung auch die erste echte Bootleg-DVD einer Band veröffentlicht wurde.
Am 7. Mai 2021 erschien sein erstes Soloalbum Rock Chansons, vorab wurde am 23. April 2021 die Single Will the world trust in me? veröffentlicht.
Privat engagiert er sich in der Nachwuchsszene und an Schulprojekten im Kreis Unna. Die Stadt Lünen verlieh ihm 2016 den Kulturpreis der Stadt.